# Josep Rodríguez Tortajada
Josep Rodríguez Tortajada (El Carme, València, 1899-1982) va ser el president del València CF durant la Guerra Civil Espanyola (entre 1936 i 1939), en què una comissió gestora composta per jugadors, empleats i socis va dirigir el club. També durant aquest període va ser regidor a l'Ajuntament de València en representació del Partit Valencianista d'Esquerra, on va ser responsable de les àrees de sanitat i d'hisenda i va ocupar el càrrec de tinent d'Alcalde i, posteriorment, va ser alcalde-delegat.
Agent comercial especialitzat en productes farmacèutics, la seua activitat el posa en contacte amb l'equip merengot durant la dècada dels anys 1920, esdevenint soci el 1926. També fou membre de la penya La Falca. Va accedir a la presidència del València CF després del mandat de quaranta-set dies de Rafael Bau, en una presidència pactada amb Luis Colina com una confiscació des de dins. Rodríguez Tortajada era vist com un polític moderat i amb molt de futur. Com a president del València CF va participar en les gestions de la creació de la Lliga de la Mediterrània i la Copa de l'Espanya Lliure, les competicions més prestigioses de Futbol al Bàndol Republicà durant la Guerra Civil espanyola.
A Mestalla, el 16 d'agost de 1936 s'hi celebraren mítings de la CNT amb la participació de Joan Garcia Oliver i Frederica Montseny, i els dies 17 i 18 d'octubre Tortajada va protagonitzar els actes de confraternització antifeixista de l'Homenatge a València de Catalunya, celebrat a Barcelona i on es va disputar un partit entre la selecció catalana i la valenciana, composta aquesta última per jugadors del València i del Gimnàstic de València i Llevant FC, actual Llevant UE. El combinat valencià va ser entrenat per Eduardo Cubells, exfutbolista merengot i directiu del València en aquest període. Durant la Guerra Civil va intentar protegir a futbolistes conservadors, com Ciril Amorós i Enrique Molina.
El 5 de setembre de 1939, amb les tropes feixistes a la ciutat, va ser condemnat a mort per rebel·lió militar, i empresonat a l'aleshores presidi de Sant Miquel dels Reis. Posteriorment se li rebaixaria la pena a 30 anys i un dia de presó, si bé el 27 de gener de 1944 va obtenir la llibertat condicional, ja que darrere d'ell no hi havia cap delicte de sang. Tot i això, la cancel·lació total d'antecedents penals no li arribaria fins al 14 de març de 1957.
Tot i la seua depuració per motius polítics, la directiva que va estar al capdavant del València CF durant la Guerra Civil Espanyola, amb noms com els exjugadors Eduard Cubells o Leopoldo Costa Payà (Rino), va mantindre's en acabar la contesa, amb la presidència de Lluís Casanova.